# Umdze Parpop
Umdze Parpop foi um Desi Druk do Reino do Butão, reinou de 1806 até 1808. Foi antecedido no trono por Sangye Tendzin, tendo-lhe seguido Bop Choda.